# Wangcheng (köpinghuvudort i Kina, Jiangxi Sheng, lat 28,67, long 115,78)
Wangcheng är en köpinghuvudort i Kina. Den ligger i provinsen Jiangxi, i den sydöstra delen av landet, nära eller i provinshuvudstaden Nanchang. Antalet invånare är 33 807. Befolkningen består av 13 625 kvinnor och 20 182 män. Barn under 15 år utgör 13,0 %, vuxna 15-64 år 83 %, och äldre över 65 år 2,0 %.
Runt Wangcheng är det tätbefolkat, med 476 invånare per kvadratkilometer. Närmaste större samhälle är Nanchangshi, 12,2 km öster om Wangcheng. Runt Wangcheng är det i huvudsak tätbebyggt.
Genomsnittlig årsnederbörd är 2 096 millimeter. Den regnigaste månaden är juni, med i genomsnitt 340 mm nederbörd, och den torraste är oktober, med 36 mm nederbörd.